# Даниловичи (агрогородок, Минская область)
Дани́ловичи (бел. Дані́лавічы) — агрогородок в составе Добринёвского сельсовета Дзержинского района Минской области Беларуси. Деревня расположена в 24 километрах от Дзержинска, 36 километрах от Минска и 24 километрах от железнодорожной станции Койданово.

## История
Известна со 2-й половины XVI века, как деревня в составе Минского воеводства Великого княжества Литовского. В 1588 году, Даниловичи — село в Станьковской волости. В 1734 году владение А. Завиши. После второго раздела Речи Посполитой в 1793 году, в составе Российской империи. В 1799 году насчитывалось 69 дворов, проживали 371 житель, работала деревянная православная Покровская церковь,  трактир, деревянный хозяйский дом, владение Завишей и церкви, в составе Игуменского уезда.
В XIX веке в составе Станьковского ключа. В конце XIX — начале XX века — село в Узденской волости Игуменского уезда Минской губернии. В 1864 году была открыта школа грамоты (где обучались 60 учащихся, из них 54 мальчика и 6 девочек). В 1897 году, по данным первой всероссийской переписи, в деревне насчитывалось 157 дворов, проживали 937 жителей, действовал хлебозапасный магазин, таверна, православная церковь; в одноименном фольварке — 6 дворов, 37 жителей, в урочище — 1 двор, 6 жителей. Сельчане (18 семей) помимо земледелия занимались бондарном промыслом. В 1900 году в Даниловичах была открыта земская школа. В 1908 году в деревне насчитывались 175 дворов, проживали 1089 жителей, в поместье — 48 жителей, в одноименном урочище — 3 жителя. В 1917 году насчитывалось 206 дворов, проживали 1140 жителей, в поместье — 65 жителей, в лесной сторожке — 2 двора, 4 жителя.
С 9 марта 1918 года в составе провозглашённой Белорусской Народной Республики, однако фактически находилась под контролем германской военной администрации. С 1 января 1919 года в составе Советской Социалистической Республики Белоруссия, а с 27 февраля того же года в составе Литовско-Белорусской ССР, летом 1919 года деревня была занята польскими войсками, после подписания рижского мира — в составе Белорусской ССР.
С 20 августа 1924 года Даниловичи были включены в состав Добринёвского сельсовета Койдановского района (с 29 июня 1932 года — Дзержинского национального польского района) Минского округа. С 31 июля 1937 года в составе Минского района, с 4 февраля 1939 года в восстановленном Дзержинском районе. С 20 февраля 1938 года в составе Минской области. В послереволюционные годы на базе земской школы была образована начальная школа (в 1925 году — 2 учителя, 109 учащихся). В 1926 году по данным первой всесоюзной переписи населения, в Даниловичах насчитывалось 187 дворов, проживали 969 жителей, в одноимённом посёлке — 8 дворов, 53 жителя. В 1930-е годы были организованы колхозы «Ударник промышленности» и колхоз им. Калинина. В деревне работали 2 кузницы, действовала шорная мастерская.
В Великую Отечественную войну с 28 июня 1941 года по 6 июля 1944 года деревня была оккупирована немецко-фашистскими захватчиками. В годы оккупации в Даниловичах действовала группа коммунистического подполья, на фронтах войны погибли 65 сельчан. После войны был восстановлен колхоз. В 1958 году на окраине деревни был обнаружен клад монет и часов времён ВКЛ и Речи Посполитой. В 1960 году в деревне проживали 718 жителей, в 1971 году насчитывались 179 хозяйств, проживали 544 жителя, являлась центром совхоза им. Марата Казея. По состоянию на 2009 год — центр филиала «ММК-Агро».

## Улицы
По состоянию на октябрь 2019 года, в агрогородке Даниловичи насчитывалось 8 улиц и переулков.
- Центральная улица (бел. Цэнтральная вуліца);
- Садовая улица (бел. Садовая вуліца);
- Набережная улица (бел. Наберажная вуліца);
- Лесная улица (бел. Лясная вуліца);
- Первомайская улица (бел. Першамайская вуліца);
- Школьная улица (бел. Школьная вуліца);
- 1-й Садовый переулок (бел. 1-ы Садовы завулак);
- 2-й Садовый переулок (бел. 2-і Садовы завулак).

## Население
| Численность населения (по годам) | Численность населения (по годам) | Численность населения (по годам) | Численность населения (по годам) | Численность населения (по годам) | Численность населения (по годам) | Численность населения (по годам) | Численность населения (по годам) | Численность населения (по годам) |
| 1799                             | 1897                             | 1909                             | 1917                             | 1926                             | 1960                             | 1971                             | 1991                             | 1999                             |
| -------------------------------- | -------------------------------- | -------------------------------- | -------------------------------- | -------------------------------- | -------------------------------- | -------------------------------- | -------------------------------- | -------------------------------- |
| 371                              | ↗980                             | ↗1140                            | ↗1209                            | ↘1022                            | ↘718                             | ↘544                             | ↘456                             | ↘444                             |
| 2004                             | 2010                             | 2017                             | 2018                             | 2020                             | 2022                             |                                  |                                  |                                  |
| ↘396                             | ↘383                             | ↗387                             | ↗390                             | ↗398                             | ↗407                             |                                  |                                  |                                  |

## Достопримечательности
- На деревенском кладбище расположена братская могила советских партизан, где погребены 4 партизана отряда «25-летия Октября» 300-й бригады им. Ворошилова, которые погибли в боях против немецко-фашистских захватчиков в 1943 году. В 1967 году на могиле был поставлен обелиск[8];
- Там же на кладбище расположена могила Пекаревича Фёдора Ивановича — первого председателя Узденского военно-революционного комитета, который в 1919 году был казнён польскими оккупантами;
- В центре деревне, около школы, расположен памятник землякам, в память о 99 сельчанах, которые погибли в борьбе против немецко-фашистских захватчиков в Великую Отечественную войну, в 1967 году был установлен обелиск.
- Сергеевский перекресток.

## Инфраструктура
- ГУО «Даниловичский учебно-педагогический комплекс ясли-сад-средняя школа»;
- УЗ «Добринёвская врачебная амбулатория»;
- отделение связи «Белпочты»;
- три продуктовых магазина[9].